# Bothrops pirajai
Bothrops pirajai är en ormart som beskrevs av Afrânio Pompílio Gastos do Amaral 1923. Bothrops pirajai ingår i släktet Bothrops och familjen huggormar. IUCN kategoriserar arten globalt som sårbar. Inga underarter finns listade.
Arten förekommer i Brasilien. Den lever i regnskogar i låglandet.